# Mady morskie
Mady morskie – gleby wyróżniające się dużą żyznością. Tworzą się z warstwowych osadów morskich w obszarze możliwego zalewu przez wodę morską. Osady te mają szczególne właściwości fizyczne i kompleks sorpcyjny o znacznym wysyceniu przez jony wapnia i sodu. W profilu spotyka się często wapienne skorupki organizmów morskich.
W Polsce mady morskie występują na niewielkich obszarach wzdłuż wybrzeża Bałtyku i na Żuławach.
Użytkowanie rolnicze jest uzależnione od obwałowania i odsolenia tych gleb, co jest związane również z przepompowywaniem wody z sieci rowów.